# فرن القدم
فرن القدم هو صندوق خشبي مفتوح في أحد أوجهه، مع فتحات أو لوح على أعلاه. ويوضع بداخله وعاء فخّاريّ أو معدني يحتوي على فحم مُتحمّر. وتُوضع القدم أعلى الفرن للتدفئة، وبوضع ملاءة أو قطعة قماش على القدمين فإن الحرارة تُعزل وتُصبح القدمان أكثر دفئاً. تستخدم أفران القدم في شمال ألمانيا، هولندا، والولايات المتحدة.

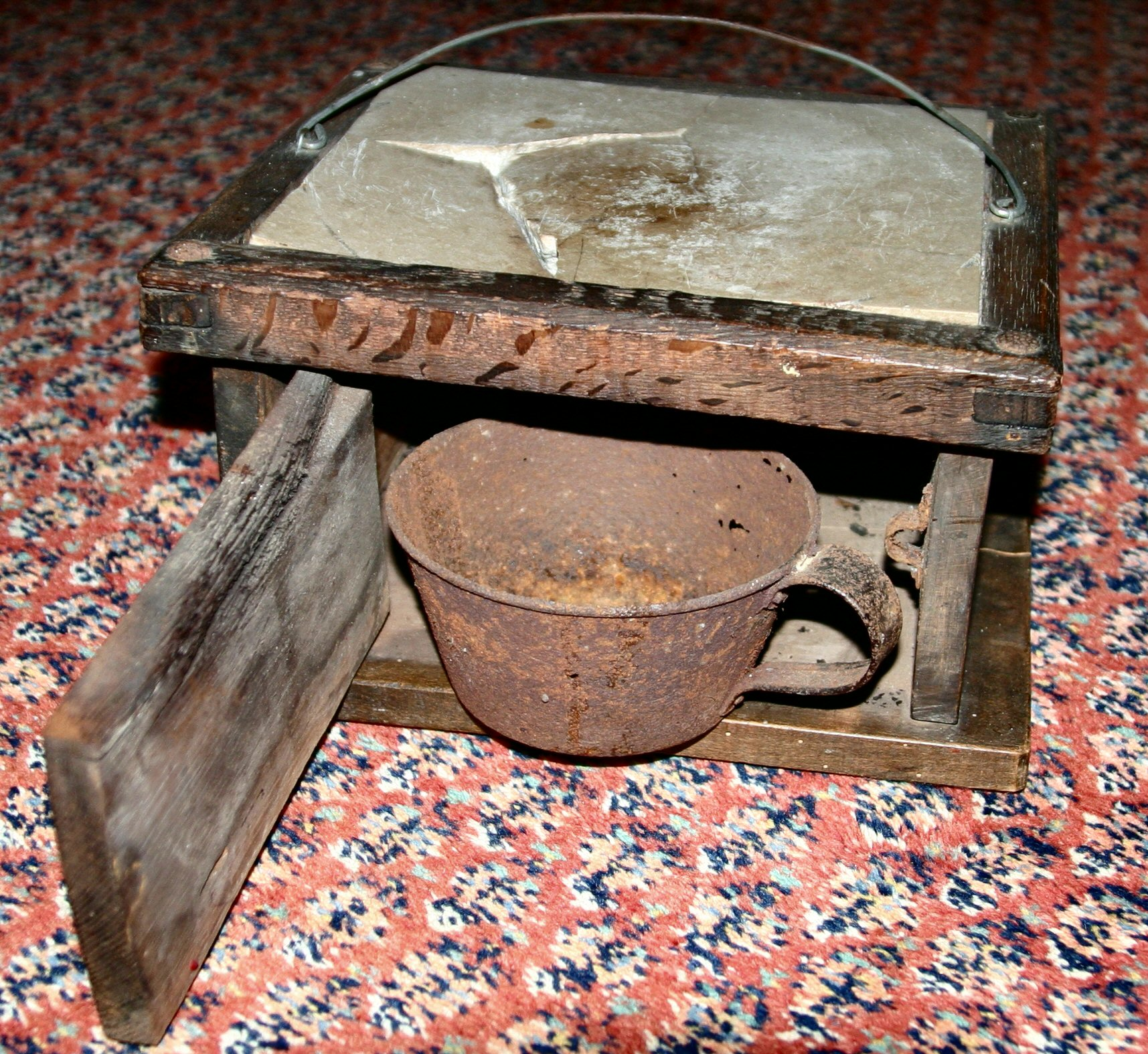
فرن قدم قديم من شمال ألمانيا.
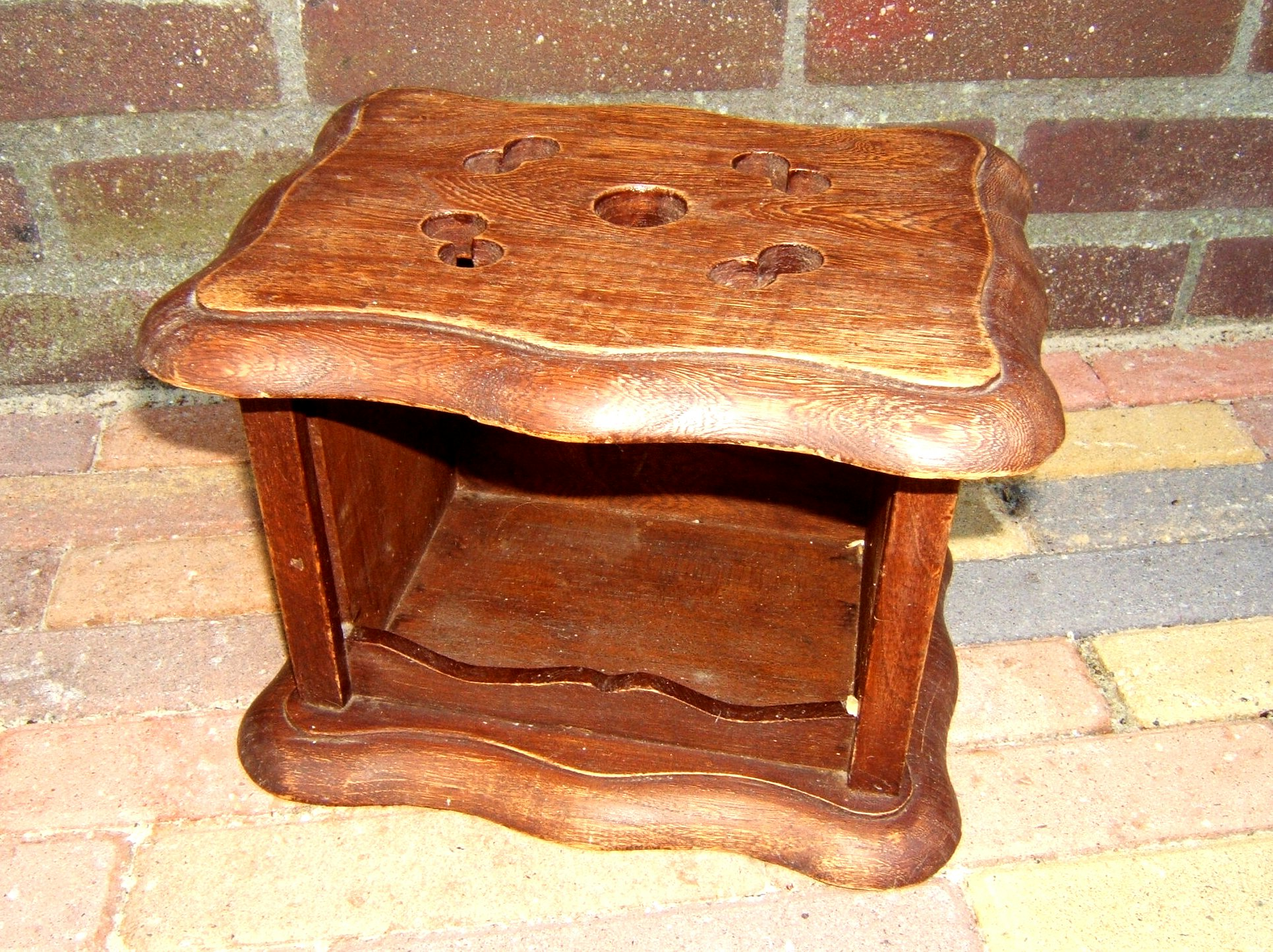
فرن من هولندا.
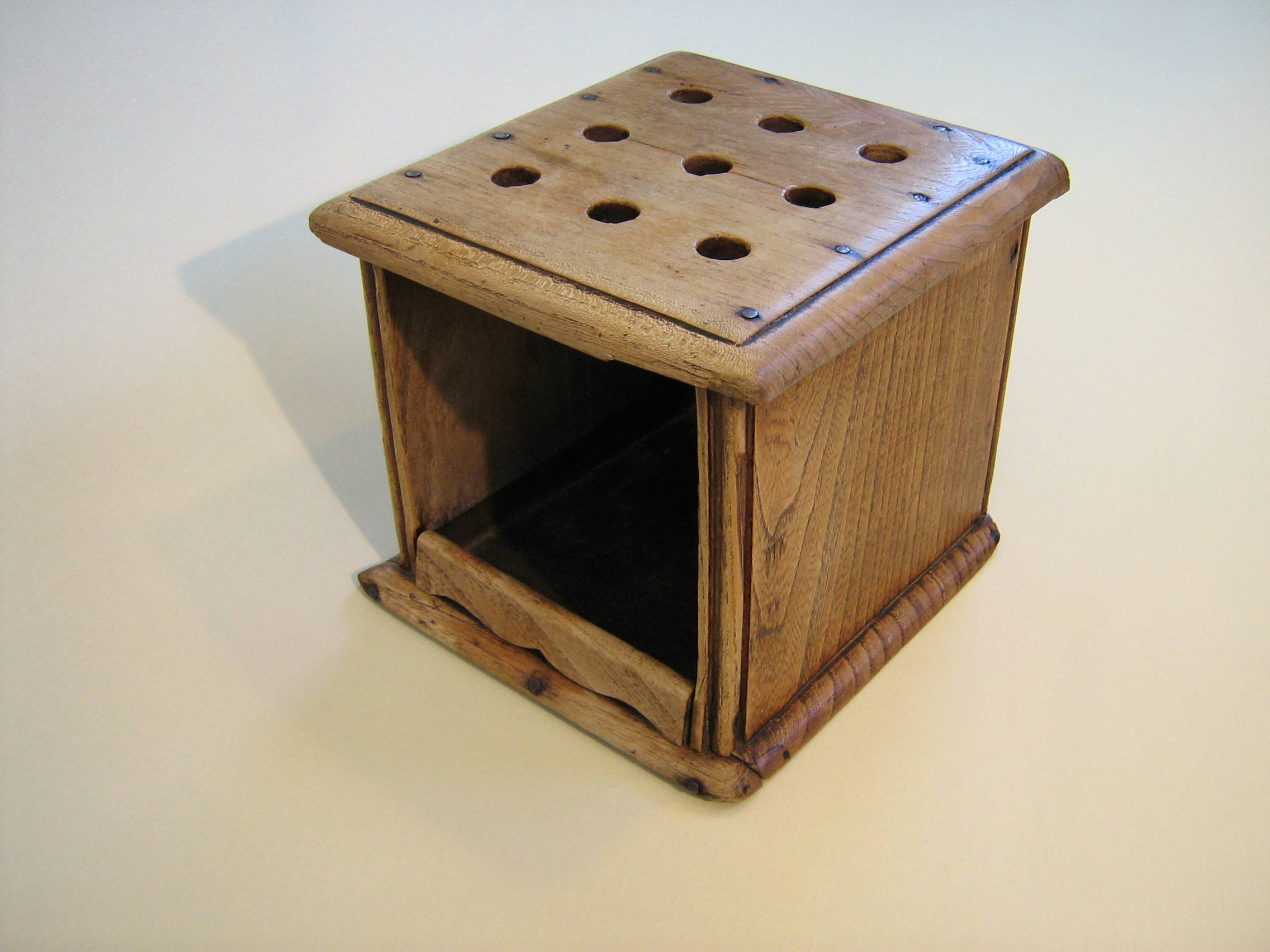
فرن قدم يعود تاريخه إلى حوالي عام 1930م.

## وصلات خارجية
- فرن قدم هولندي يعود لعام 1675م، من المعهد الألباني للتاريخ والفن.
- فرن قدم خشبي، وآخر معدني. نسخة محفوظة 14 يوليو 2014 على موقع واي باك مشين.
- فرن قدم شركة تين آند وود، يعود لسنة 1765م.